# Yahia Gouasmi
Yahia Gouasmi (en arabe : يحيى الڨواسمي), né le 27 novembre 1949 à Sidi Bel Abbès (Algérie) et mort le 22 juillet 2024, est un homme politique et religieux chiite français.
Il est le fondateur du Centre Zahra à Grande-Synthe, de la Fédération chiite de France et du Parti antisioniste dont il demeure le président de sa création à sa dissolution.

## Biographie

### Carrière et engagement politique
Yahia Gouasmi est né en 1949 à Sidi Bel Abbès en Algérie. À l’âge de 16 ans, il quitte son pays natal pour la France et s’installe à Calais. Il est pendant une période boucher halal.
Selon lui, il rencontre en 1978 l'imam Khomeini à Neauphle-le-Château. En 1996, il se rend à l’Institut Al Mountadhar au Liban, où il entreprend des études religieuses. Ayant achevé avec succès son cycle d’études, il rentre en France et enseigne aux futurs membres du Centre Zahra, qu'il fonde au début des années 2000.
Il s’engage ensuite en politique, notamment pour dénoncer le sionisme. Suivent alors de nombreuses actions telles que des manifestations contre Israël lors du conflit israélo-libanais de 2006, le dépôt d’une plainte contre Israël auprès de la Cour pénale internationale pour crimes de guerre et crimes contre l’humanité en novembre 2006. Des manifestations sont organisées contre Israël lors de la guerre de Gaza de 2008-2009. Il prône également l'union des religions contre le sionisme.

### Parti antisioniste
En février 2009, il crée le Parti antisioniste pour dénoncer ce qu'il nomme l'idéologie sioniste en France. Ce Parti présente une liste aux élections européennes qui ont lieu la même année,. Lors de ce scrutin, Dieudonné est la tête de liste (avec l'essayiste Alain Soral). Le Parti présente aussi des candidats aux élections législatives de 2012.
Le mercredi 20 mars 2019 en conseil des ministres, le ministre de l'Intérieur Christophe Castaner demande la dissolution de quatre associations prêchant le djihad armé, — dont le Centre Zahra France, la Fédération chiite de France, le Parti antisioniste et France Marianne Télé. Selon Benjamin Griveaux, porte-parole du gouvernement, « Ce sont des associations ouvertement antisémites et dangereuses ». En novembre 2020, il est jugé pour reconstitution de ligue dissoute et il est acquitté.

### Agent de liaison iranien
Yahia Gouasmi se présente comme « un soldat de l'imam Khomeyni en France »[source insuffisante].
Après une perquisition du Centre Zahra le 2 octobre 2018, le préfet du Nord ordonne la fermeture pour six mois du centre. La décision est confirmée le 20 juin 2019 par le tribunal administratif de Lille qui déclare que les activités qui y ont lieu relèvent « de la propagande ayant pour objet de glorifier la lutte armée et de provoquer la haine et la violence en relayant des messages antisémites, entraînant ainsi le risque de commission d’actes terroristes ».

### Réaction à l'attentat contreCharlie Hebdo
À la suite de l’attentat islamiste au siège de Charlie Hebdo, il publie sur la page web de son parti un communiqué dans lequel il « condamne avec force la responsabilité du sionisme dans cet attentat ».

### Mort
Yahia Gouasmi meurt le 22 juillet 2024, à l'âge de 74 ans[source insuffisante]. Il est inhumé le 27 juillet 2024 au Nouveau Cimetière de Grande-Synthe.